# Прекмур'я

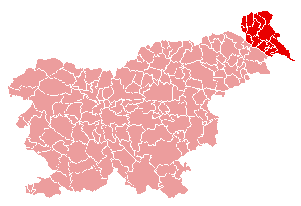
Муніципалітети Словенії в Прекмур'я

Прекму́р'я (угор. Muravidék, Прекмурська: Prèkmürsko, або Prèkmüre, нім. Übermurgebiet) — найсхідніший регіон Словенії. Межує з Угорщиною на північному сході, Австрією на північному заході, Хорватією на півдні і словенським регіоном Штирія на південному заході країни. Протягом майже тисячі років, вона була частиною Угорського королівства, на відміну від інших словенських земель. Тому вона має певні мовні, культурні і релігійні особливості, які відрізняють її від інших історичних Словенських регіонів.
Має назву на честь річки Мура (притока Драви), яка відокремлює її від решти частини Словенії (дослівний переклад зі словенської Замур'я).
Рельєф поверхні Прекмур'я досить рівний, плавно піднімається в північному напрямку до пагорбів Горичко. Найбільше місто регіону — Мурска-Собота.
Особливістю Прекмур'я є значна угорська меншість і велика кількість циган — наслідок тривалого перебування області у складі Угорського королівства.

## Історія

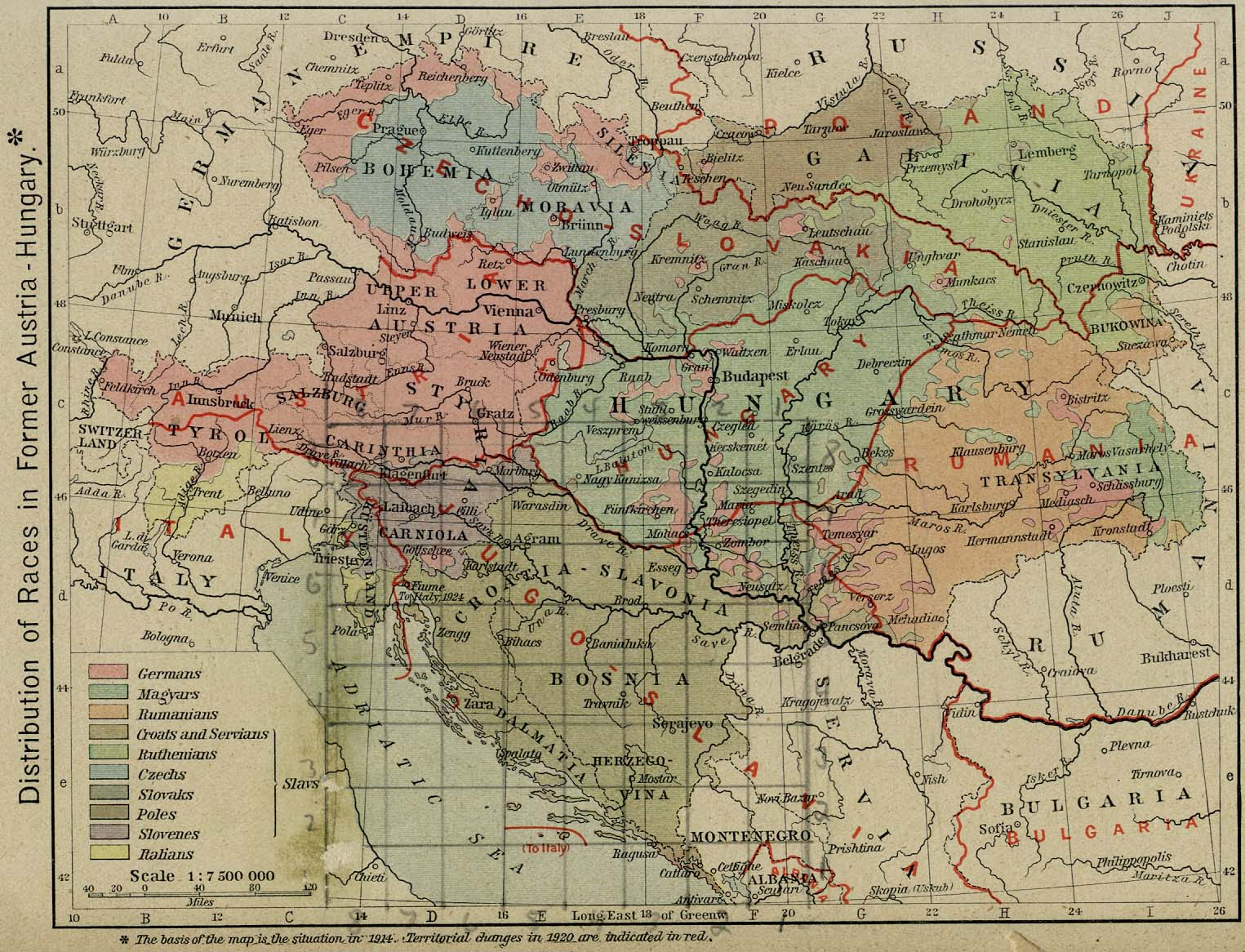
Угорщина по Тріанонському договору 1920 року (Прекмур'я позначено темно-зеленим кольором між Австрією та Словенією)

У IX столітті Прекмур'я входило до складу Блатенського князівства, пізніше в Угорське королівство. Прекмур'я (південна частина комітату Ваш і південно-західна частина комітату Залу), де історично було велике словенське населення (близько 90 тисяч чоловік), яке сповідує протестантство, різко відрізнялася від решти територій Угорщини в складі Австро-Угорської монархії. Після Першої світової війни за умовами Тріанонського мирного договору 1920 р. Прекмур'я було відокремлено від Угорщини та передано новоствореному Королівству сербів, хорватів і словенців (майбутня Югославія).